# Старе Шарне
Старе Шарне — колишнє село в Україні, в Народицькому районі Житомирської області. Населення в 1981 році — 570 осіб. Село розташоване на березі річки Уж, неподалік від Народичів.
Потрапило в зону радіоактивного забруднення внаслідок аварії на ЧАЕС.

## Історія
У 1923—54 роках — адміністративний центр Старошарненської сільської ради Народицького району.
До 24 травня 2007 року село входило до складу Народицької сільської ради Народицького району Житомирської області. Зняте з обліку 24 травня 2007 року Житомирською обласною радою.